# Luis de Casoria
Luis de Casoria (en italiano: Ludovico da Casoria; Casoria, 11 de marzo de 1814 - Nápoles, 30 de marzo de 1885), nacido Arcangelo Palmentieri, fue un religioso italiano de la Orden de los Frailes Menores Descalzos, fundador de los Frailes de la Caridad y de las Hermanas Franciscanas Isabelinas.
Enseñó filosofía y matemáticas en Nápoles durante veinte años hasta que, tras una experiencia mística vivida durante la adoración eucarística, decidió dedicar su vida al rescate de los niños africanos en la esclavitud. Fue enviado por la Santa Sede a la misión de Shellal, en Sudán. Fue un hombre de extraordinaria caridad, con predilección por los pobres y marginados.
Fue beatificado en 1993 por Juan Pablo II y canonizado en 2014 por el Francisco.

## Biografía
Nació como Arcangelo Palmentieri en Casoria, cerca de Nápoles, el 11 de marzo de 1814. Tercer hijo de Vincenzo, tabernero y Candida Zenga, una pareja muy religiosa, después de ser aprendiz de carpintero a los 18 años fue recibido entre los Frailes Menores en la noviciado en el Convento de San Giovanni del Palco de Taurano, en la provincia de Avellino, continuó sus estudios en los institutos de Sant'Antonio en Afragola, Sant'Angelo en Nola y San Pietro ad Aram en Nápoles.
Fue ordenado sacerdote el 4 de junio de 1847 e inició su actividad como profesor de filosofía y matemáticas en varios institutos de la Orden Franciscana.
En ese mismo año ocurrió un episodio que cambió su vida: mientras estaba en adoración ante el Santísimo Sacramento en la iglesia de San Giuseppe dei Ruffi, cayó al suelo al darse cuenta de que había llegado el momento de cambiar su vida dedicándose a una actividad benéfica que marcó el resto de sus días.
Comenzó a asociarse con personas de diferentes orígenes culturales y políticos, incluidos ateos y liberales, fundó academias de cultura religiosa y numerosos hogares de ancianos.

## Obra
Con el consentimiento y la ayuda de Fernando II de las Dos Sicilias, logró rescatar a numerosos niños esclavos en El Cairo y Alejandría, con el objetivo de darles una vida digna, una educación cristiana y una preparación cultural para poder enviarlos como misioneros indígenas al continente africano. Muchos de ellos eligieron libremente recibir la confirmación y posteriormente convertirse en sacerdotes y mujeres consagradas.
De gran ayuda para él fueron muchos terciarios franciscanos, quienes con él fundaron los Frailes de la Caridad, llamados "bigi", y las Hermanas Franciscanas Isabelinas, llamadas "bigie", en 1962, que aún hoy continúan su carisma.
En Nápoles, en la localidad de Scudillo, fundó el Instituto La Palma, una enfermería-farmacia para los frailes de la provincia franciscana y para los sacerdotes pobres de la Tercera Orden. Incluso hoy, el Instituto está activo como un lugar de estudio y juego para los niños y preadolescentes menos favorecidos de Rione Sanità.
En 1871 fundó el Instituto Seráfico de Asís, donde se encargó de acoger a los niños sordos y ciegos, a los que definió como "criaturas infelices y abandonadas", en la creencia de que también ellos podían tener un futuro. Todavía hoy el Instituto Seráfico continúa su trabajo.
A sus obras prestó especial ayuda santa Caterina Volpicelli, mujer carismática devota del Sagrado Corazón de Jesús que también mantuvo relaciones con san Daniele Comboni, san Annibale Maria Di Francia, santa Giulia Salzano, santa María Cristina Brando (hija espititual del mismo Ludovico), beato Pío IX, beato Antonio Rosmini, beato Bartolo Longo y la venerable Anna Lapini.
Antes de morir, encomendó su labor de educar a los niños africanos a los Frailes de la Caridad, que él mismo fundó. Murió en la mañana del 30 de marzo de 1885.
Sus restos reposan en la Iglesia del Hospicio Marino de Posillipo, donde había erigido un monumento que representa a Francisco de Asís en el acto de abrazar a Giotto, Dante y Cristóbal Colón, terciarios franciscanos.

## Culto
Fue beatificado por el Papa Juan Pablo II en 1993 y proclamado santo por el Papa Francisco el 23 de noviembre de 2014.
Su memoria se conmemora el 30 de marzo; la Iglesia Napolitana lo recuerda el 17 de junio, día en que vistió el hábito franciscano por primera vez en 1832.
Del Martirologio Romano:

En Nápoles, en Italia, beato Luis de Casáurea (Arcángel) Palmen-tieri, presbítero de la Orden de los Hermanos Menores. Impulsado con el ardor de la caridad hacia los pobres de Cristo, instituyó dos congregaciones, a saber, los Hermanos de la Caridad y las Hermanas Franciscanas de Santa Isabel (1885).
Martirologio romano